# Chloropetalia selysi
Chloropetalia selysi – gatunek ważki z rodziny Chlorogomphidae.